# Publibel-Karte
Publibel-Karten sind belgische Werbe-Ganzsachen als Postkarte.
Erstmals erscheinen sie 1933. Der Name leitet sich aus einer Abkürzung des Begriffs Agence Publicité de Belge Postale ab, diese Agentur brachte die Karten heraus. Die frühesten etwa 209 Karten hatten keine Nummerierung, danach hatten sie eine kennzeichnende Nummer. Karten nach Nummer 2225 tragen zusätzlich Buchstabenkürzel zur verwendeten Sprache: N für niederländisch, F für französisch, A für deutsch und zweisprachige NF für niederländisch/französisch, FN für französisch/niederländisch. Bis zum Ende der Karten im Jahr 1984 erschienen über 3000 Karten. Die Einnahmen kamen wohltätigen Zwecken zugute.